# Conga (singolo)
Conga è un singolo del gruppo musicale statunitense Miami Sound Machine, pubblicato nel settembre 1985 come primo estratto dal nono album in studio Primitive Love.

## Descrizione
Il singolo fu pubblicato in tutto il mondo nel 1985, ed ottenne un enorme successo, contribuendo in massima parte a far conoscere Gloria Estefan e i Miami Sound Machine anche al di fuori dall'America. Il singolo arrivò alla decima posizione della Billboard Hot 100 e ottenne il primo posto alla quindicesima edizione annuale del Tokyo Music Festival in Giappone.
Il singolo fu certificato disco d'oro dalla RIAA negli Stati Uniti per aver venduto oltre 500 000 copie.. In seguito Conga fu registrato nuovamente in un Mash-up insieme al brano Dr. Beat nel 2001, e pubblicato in un greatest hits della Estefan pubblicato nel 2001. In Spagna questa nuova versione del brano è stata pubblicata come singolo con il titolo Y-Tu-Conga.

## Versioni ufficiali e remix
1. Conga (Album Version) – 4:14
2. Conga (Dance Mix) – 6:06
3. Conga (Instrumental Version) – 4:14
4. Conga (European Remix/The Stronga-Conga Remix) – 4:24

## Tracce
U.S. Vinyl 7" Single (34 05457)
1. Conga (Album Version)
2. Mucho Money (Album Version)

U.S. Vinyl 12" Single (49 05253)
1. Conga (Dance Mix)
2. Conga (Instrumental Version)

Europe Vinyl 12" Single (A12.6361)
1. Conga (Dance Mix)
2. Conga (Instrumental Version)
3. Mucho Money (Album Version)

Holland Vinyl 7" Single (650060 7)
1. Conga (European Remix/The Stronga-Conga Remix)
2. Mucho Money (Album Version)

## Classifiche
| Classifica(1985)                       | Posizione più alta |
| -------------------------------------- | ------------------ |
| Brasile                                | 59                 |
| Paesi Bassi                            | 2                  |
| Nuova Zelanda                          | 2                  |
| Svezia                                 | 18                 |
| Svizzera                               | 16                 |
| Regno Unito                            | 79                 |
| U.S. Billboard Hot 100                 | 10                 |
| U.S. Billboard Hot R&B/Hip-Hop Songs   | 60                 |
| U.S. Billboard Hot Dance Club Play     | 7                  |
| U.S. Billboard Hot Dance Singles Sales | 1                  |
| U.S. ARC Weekly Top 40                 | 8                  |

## Utilizzo nei media
Il brano è stato utilizzato nel cartone animato Futurama nell'episodio 50 della serie, intitolato Il gioco del Se fossi 2. Inoltre è possibile udire il brano anche in una sequenza del film Piume di struzzo, in cui l'effeminato personaggio di Agador, interpretato da Hank Azaria, si scatena sulle note del brano. Nel film Lo spaccacuori, nella scena del viaggio in automobile, il personaggio di Lila (Malin Åkerman), canta incessantemente il brano, alternandolo ad altre canzoni fra cui Wannabe delle Spice Girls. È utilizzato nei  titoli di testa del film Simpatici e antipatici diretto da Christian De Sica.